# ローリング (テレビ制作会社)
株式会社ローリング（英：Rolling,inc.）は、東京都港区に本社を置く映像製作会社。主にテレビ番組の制作を行う。

## 沿革
- 2009年7月21日 - 映像製作会社「リュウ・エンタープライズ」の後継会社として設立。撮影のテープを回すこと（撮影開始の合図）にちなみ『ローリング』と命名。

## 口コミ
- 口コミ情報(X)

## 所属社員
- 代表取締役会長：近澤駿（リュウホンを経てリュウ・エンタープライズを創設）
- 代表取締役社長：阿部裕(退職済み)→柳本勲
- 取締役副社長：藤本和幸
- 取締役：柳本勲、茂呂あゆみ、小川隆蔵

### 主な制作番組
- 離島で発見!ラストファミリー（NHK総合）
- ザ!世界仰天ニュース（日本テレビ）
- 日経スペシャル カンブリア宮殿（テレビ東京）

### 過去の制作番組
- サラメシ（NHK）
- トリックハンター（日本テレビ）
- 人生が変わる1分間の深イイ話（日本テレビ）
- 日経スペシャル 未来世紀ジパング〜沸騰現場の経済学〜（テレビ東京）
- タカトシの涙が止まらナイト（テレビ東京）
- メルクリウスの扉〜日本が世界に誇る100の“ストーリー”〜（テレビ東京）
- ヒャッキン!〜世界で100円グッズを使ってみると?〜（テレビ東京）
- 行動者たち（テレビ東京）
- 突然ですがピンチです（テレビ東京）
- My Fresh Life 最近見つけた、気持ちのいい暮らし方。（テレビ東京）
- My Green Life 脱炭素でかなう心地よい暮らし（テレビ東京）
- 人生で大事なことは○○から学んだ（朝日放送テレビ）
- 新説!所JAPAN（関西テレビ）
- 所JAPAN（関西テレビ）

## 給与制度
- 賞与なし
- 固定残業代30時間分45,000円（時給1500円）オーバー分の支給なし
- 月給19万5,000円
- 試用期間3ヶ月